# Chrysolina susterai
Chrysolina susterai (лат.) — вид жуков-листоедов из подсемейства хризомелин. Распространён в юго-восточной Европе, на северном Кавказе, в Казахстане и на Алтае. Живут на степной растительности на выходах серпентинитов.

## Синонимы
В синонимику вида входят следующие биномены:
- Chrysomela morio Krynicki, 1832 nec Fabricius, 1792[3][5]
- Chrysolina susterai Bechyne, 1950[3]
- Chrysolina  (Ovosoma) susterai Bechyné, 1950[6]